# Марек, Иван
Иван Марек (хорв. Ivan Marek; 16 января 1863, Загреб — 11 ноября 1936, Загреб, Савская бановина) — хорватский химик, школьный учитель и университетский преподаватель.

## Биография
Иван Марек родился в январе 1863 года в Загребе. В 1886 году получил диплом химика, окончив обучение на Философском факультете Загребского университета, тем самым став первым дипломированным химиком, вышедшим из стен этого факультета. Покинув университет, Марек устроился на работу учителем химии в одну из школ Земуна, во время работы в которой он написал первый школьный учебник по органической химии на хорватском языке. В 1898 году он вернулся в родной город, где продолжил работать школьным учителем. В 1919 году Марек, по приглашению хорватского химика Владимира Негована, присоединился к преподавательскому штату Высшей технической школы, где уже через год получил должность профессора. На новой должности, помимо преподавания, Марек также заведовал Институтом органической химии, в стенах которого он разработал так называемую «Марекову печь» (хорв. Marekova peć) — аппарат для анализа органических веществ, ставшего лучшей альтернативой господствовавшего в то время кали-аппарата Юстуса фон Либиха, за счёт нагрева исследуемого вещества при помощи не газовой горелки, а электрического элемента.